# Mistrzostwa Polski w Biegach Narciarskich 2020
Mistrzostwa Polski w Biegach Narciarskich 2020 – zawody w biegach narciarskich rozegrane od 31 stycznia do 2 lutego 2020 w Zakopanem.
Do mistrzostw Polski zaliczały się także zawody rozegrane w ramach Biegu Piastów, które odbyły się 29 lutego i 1 marca w Szklarskiej Porębie.  
Organizatorami mistrzostw byli Polski Związek Narciarski (PZN), Tatrzański Związek Narciarski, Dolnośląski Związek Narciarski i Stowarzyszenie Biegu Piastów.
Konkursy rozegrane w dniach 1–2 lutego były jednocześnie zawodami Pucharu Kontynentalnego Slavic Cup. W zawodach startowali przedstawiciele Słowacji. 
Prawo startu w mistrzostwach Polski seniorów w konkurencjach biegowych mieli zawodnicy posiadający aktualną II klasę sportową, jak również posiadający licencje zawodnicze, badania lekarskie i ubezpieczenie. Zawody zostały przeprowadzone zgodnie z przepisami NRS oraz Wytycznymi Sportowymi PZN na sezon 2019/2020.

## Terminarz
| Data             | Miejscowość      | Godzina   | Konkurencja                       | Złoto                           | Srebro                    | Brąz                       | Źródło |
| ---------------- | ---------------- | --------- | --------------------------------- | ------------------------------- | ------------------------- | -------------------------- | ------ |
| 31 stycznia 2020 | Zakopane         | 13:00 CET | bieg sztafetowy 4×5 km kobiet     | LKS Markam Wiśniowa Osieczany I | MKS Halicz Ustrzyki Dolne | LKS Witów SKI Mszana Górna | [ 2 ]  |
| 31 stycznia 2020 | Zakopane         | 14:00 CET | bieg sztafetowy 4×7,5 km mężczyzn | AZS-AWF Katowice I              | UKS Regle Kościelisko     | UKS Rawa Siedlce           | [ 3 ]  |
| 1 lutego 2020    | Zakopane         | 11:00 CET | Sprint stylem dowolnym kobiet     | Monika Skinder                  | Izabela Marcisz           | Weronika Kaleta            | [ 4 ]  |
| 1 lutego 2020    | Zakopane         | 11:00 CET | Sprint stylem dowolnym mężczyzn   | Kamil Bury                      | Maciej Staręga            | Kacper Antolec             | [ 5 ]  |
| 2 lutego 2020    | Zakopane         | ? CET     | 10 km stylem klasycznym kobiet    | Izabela Marcisz                 | Monika Skinder            | Weronika Kaleta            | [ 6 ]  |
| 2 lutego 2020    | Zakopane         | ? CET     | 15 km stylem klasycznym mężczyzn  | Dominik Bury                    | Mateusz Haratyk           | Kamil Bury                 |        |
| 1 marca 2020     | Szklarska Poręba | ? CET     | 25 km stylem klasycznym kobiet    | Justyna Kowalczyk               | Marcelina Wojtyła         | Weronika Jarecka           | [ 7 ]  |
| 29 lutego 2020   | Szklarska Poręba | ? CET     | 50 km stylem klasycznym mężczyzn  | Dominik Bury                    | Kacper Antolec            | Krzysztof Małkiński        | [ 8 ]  |

## Wyniki Kobiet

### Sztafeta
Zakopane 31 stycznia 2020 r.
| Pozycja | Klub                             | Zawodniczki                                                             | Czas                                                        | Strata |
| ------- | -------------------------------- | ----------------------------------------------------------------------- | ----------------------------------------------------------- | ------ |
|         | LKS Markam Wiśniowa Osieczany I  | Weronika Kaleta Anna Żółtak Karolina Kaleta Iwona Piekarz               | 1:04:52,0 h 15:14,7 min 18:35,5 min 13:31,5 min 17:30,5 min | —      |
|         | MKS Halicz Ustrzyki Dolne        | Luiza Motyka Oliwia Buśko Emilia Kwaśniak Andżelika Szyszka             | 1:08:14,2 h 18:56,5 min 17:07,3 min 16:52,9 min 15:17,2 min |        |
|         | LKS Witów SKI Mszana Górna       | Ewelina Kołodziej Magdalena Murzyn Aleksandra Kołodziej Gabriela Dawiec | 1:11:50,7 h 18:01,6 min 21:12,7 min 15:27,0 min 17:09,4 min |        |
| 4.      | LKS Markam Wiśniowa Osieczany II | Kinga Dróżdż Renata Król Izabela Dudzik Izabela Banach                  | 1:15:33,2 h 19:52,7 min 20:07,0 min 16:54,4 min 18:39,1 min |        |
| 5.      | UKS Rawa Siedlce                 | Rozalia Prokurat Joanna Bronisz Anna Bielecka Oliwia Pawełko            | 1:16:36,5 h 18:16,7 min 20:44,7 min 17:48,4 min 19:46,7 min |        |

| Pozycja | Zawodniczka         | Strata       |
| ------- | ------------------- | ------------ |
| 1./     | Monika Skinder      | Finał        |
| 2./     | Izabela Marcisz     | Finał        |
| 3./     | Weronika Kaleta     | Finał        |
| 4./4.   | Eliza Rucka         | Finał        |
| 5./5.   | Karolina Kaleta     | Finał        |
| 6./–    | Barbora Klementová  | Finał        |
| 7./6.   | Magdalena Kobielusz | Półfinał (1) |
| 8./–    | Mária Danielová     | Półfinał (2) |
| 9./–    | Kristina Sivokova   | Półfinał (2) |
| 10./7.  | Marcelina Wojtyła   | Półfinał (1) |
| 11./8.  | Anna Berezecka      | Półfinał (1) |
| 12./9.  | Andżelika Szyszka   | Półfinał (2) |

| Pozycja | Zawodniczka         | Czas    | Strata  |
| ------- | ------------------- | ------- | ------- |
| 1./     | Izabela Marcisz     | 31:22,7 | —       |
| 2./     | Monika Skinder      | 32:16,7 | +54,0   |
| 3./     | Weronika Kaleta     | 33:18,8 | +1:56,1 |
| 4./4.   | Karolina Kaleta     | 34:14,6 | +2:51,9 |
| 5./5.   | Magdalena Kobielusz | 34:29,5 | +3:06,8 |
| 6./6.   | Karolina Kukuczka   | 34:50,9 | +3:28,2 |
| 7./–    | Barbora Klementová  | 34:56,9 | +3:34,2 |
| 8./–    | Kristina Sivokova   | 34:59,2 | +3:36,5 |
| 9./7.   | Laura Legierska     | 35:16,2 | +3:53,5 |
| 10./8.  | Marcelina Wojtyła   | 36:12,2 | +4:49,5 |

### 25 km
Szklarska Poręba 1 marca 2020 r.
| Pozycja | Zawodniczka            | Czas      | Strata   |
| ------- | ---------------------- | --------- | -------- |
|         | Justyna Kowalczyk      | 1:25:39,5 | —        |
|         | Marcelina Wojtyła      | 1:28:00,7 | +2:21,2  |
|         | Weronika Jarecka       | 1:30:02,8 | +4:23,3  |
| 4.      | Andżelika Szyszka      | 1:31:35,8 | +5:56,3  |
| 5.      | Kinga Mareczek         | 1:36:41,8 | +11:02,3 |
| 6.      | Kamila Boczkowska      | 1:36:47,8 | +11:08,3 |
| 7.      | Aleksandra Ciepiela    | 1:37:00,9 | +11:21,4 |
| 8.      | Anna Żółtak            | 1:37:02,0 | +11:22,5 |
| 9.      | Roksana Ciborowska     | 1:44:11,7 | +18:32,2 |
| 10.     | Karolina Chudzikiewicz | 1:45:29,5 | +19:50,0 |

## Wyniki Mężczyzn

### Sztafeta
Zakopane 31 stycznia 2020 r.
| Pozycja | Klub                                      | Zawodniczki                                                      | Czas                                                        | Strata |
| ------- | ----------------------------------------- | ---------------------------------------------------------------- | ----------------------------------------------------------- | ------ |
|         | AZS-AWF Katowice I                        | Kamil Bury Dominik Bury Krzysztof Małkiński Kacper Antolec       | 1:17:40,1 h 20:08,3 min 19:00,5 min 19:16,5 min 19:14,8 min | —      |
|         | UKS Regle Kościelisko                     | Robert Bugara Mateusz Chowaniak Kamil Wójcik Sebastian Bryja     | 1:20:26,8 h 21:02,8 min 20:39,1 min 20:12,1 min 18:32,8 min |        |
|         | UKS Rawa Siedlce                          | Arkadiusz Posiadała Maciej Staręga Piotr Sobiczewski Paweł Klisz | 1:20:58,2 h 22:28,5 min 20:24,9 min 19:13,3 min 18:51,5 min |        |
| DNF     | AZS-AWF Katowice II                       | Michał Skowron Dawid Damian Wojciech Pelczar Dawid Bril          | — 20:21,1 min 21:13,8 min —                                 |        |
| DNF     | MKS Karkonosze Sporty Zimowe Jelenia Góra | —                                                                | —                                                           |        |

| Pozycja | Zawodniczka         | Strata       |
| ------- | ------------------- | ------------ |
| 1./     | Kamil Bury          | 3:47,45      |
| 2./     | Maciej Staręga      | +0,64        |
| 3./     | Kacper Antolec      | 0,69         |
| 4./4.   | Mateusz Haratyk     | +1,70        |
| 5./5.   | Michał Skowron      | +1,97        |
| 6./6.   | Paweł Klisz         | +6,93        |
| 7./7.   | Piotr Sobiczewski   | Półfinał (1) |
| 8./8.   | Sebastian Bryja     | Półfinał (2) |
| 9./–    | Ján Koristek        | Półfinał (2) |
| 10./9.  | Dawid Damian        | Półfinał (1) |
| 11./10. | Łukasz Gazurek      | Półfinał (2) |
| 12./11. | Krzysztof Małkiński | Półfinał (1) |

| Pozycja | Zawodniczka       | Czas    | Strata  |
| ------- | ----------------- | ------- | ------- |
| 1./     | Dominik Bury      | 39:46,1 | —       |
| 2./     | Mateusz Haratyk   | 40:56,5 | +1:10,4 |
| 3./     | Kamil Bury        | 41:38,5 | +1:52,4 |
| 4./–    | Peter Mlynár      | 42:02,3 | +2:16,2 |
| 5./4.   | Maciej Staręga    | 42:30,8 | +2:44,7 |
| 6./5.   | Kacper Antolec    | 42:37,2 | +2:51,1 |
| 7./6.   | Michał Skowron    | 42:49,7 | +3:03,6 |
| 8./–    | Ján Koristek      | 42:57,0 | +3:10,9 |
| 9./7.   | Mateusz Chowaniak | 43:18,6 | +3:32,2 |
| 10./8.  | Paweł Klisz       | 43:40,6 | +3:54,5 |

### 50 km
Szklarska Poręba 29 lutego 2020 r.
| Pozycja | Zawodniczka         | Czas      | Strata     |
| ------- | ------------------- | --------- | ---------- |
|         | Dominik Bury        | 2:07:17,0 | —          |
|         | Kacper Antolec      | 2:09:44,3 | +2:27,3    |
|         | Krzysztof Małkiński | 2:10:13,8 | +2:56,8    |
| 4.      | Jan Antolec         | 2:13:36,9 | +6:19,9    |
| 5.      | Paweł Klisz         | 2:14:56,3 | +7:39,3    |
| 6.      | Arkadiusz Posiadała | 2:21:48,3 | +14:31,3   |
| 7.      | Mateusz Szczotka    | 2:25:35,5 | +18:18,5   |
| 8.      | Daniel Iwanowski    | 2:27:07,7 | +19:50,7   |
| 9.      | Adrian Cheba        | 2:29:03,4 | +21:46,4   |
| 10.     | Maciej Zdziechowski | 3:08:32,9 | +1:01:15,9 |